# Segundo Cernadas
Segundo Cernadas, właściwie Pedro Cernadas (ur. 20 marca 1972 roku Viedma) – argentyński aktor telewizyjny.

## Życiorys
Zainteresował się aktorstwem jako nastolatek. Uczęszczał na zajęcia teatralne prowadzone przez instruktora Pablo Ponce. Swoją karierę telewizyjną rozpoczął od udziału w telenoweli Góry amerykańskie, jeszcze jeden czas (Montaña rusa, otra vuelta, 1995) u boku Sebastiána Rulli i Facundo Arany. Po występie w operze mydlanej Milady: Ciąg dalszy opowieści (Milady, la historia continúa, 1998), popularność przyszła wraz z rolą Pablo Rapallo w argentyńskiej telenoweli Zbuntowany anioł (Muñeca brava, 1998-99) z Natalią Oreiro. Z Natalią Oreiro występował również w telenoweli Valeria (Ricos y famosos). Następnie wystąpił w telenowelach: Dzisiejsi lekarze (Los Medicos de Hoy, 2000), Doktor Miłość (Dr. Amor, 2003) i Pueyrredón (Se dice amor, 2005) oraz Duch Eleny (El fantasma de Elena, 2010) jako Eduardo Girón u boku Elizabeth Gutiérrez. 
6 kwietnia 2004 roku poślubił aktorkę Gianellę Neyrę, z którą ma syna Salvadora (ur. 2009). Jednak w roku 2011 doszło do separacji. Spotykał się z Sol Estevanez (2012) i młodszą o 15 lat Sofíą Bravo (2015).

## Telenowele
| TV        | TV                                                                 | TV                                                      | TV |
| Rok       | Tytuł                                                              | Rola                                                    |    |
| --------- | ------------------------------------------------------------------ | ------------------------------------------------------- | -- |
| 1996      | Montaña rusa, otra vuelta (Góry amerykańskie, jeszcze jeden czas ) | Diego                                                   |    |
| 1996      | 90 60 90 Modelos                                                   | Dr Fabrizio                                             |    |
| 1997      | Valeria (Ricos y famosos)                                          | Agustín García Méndez                                   |    |
| 1998      | Milady: La historia continúa                                       | Leandro López Quintana                                  |    |
| 1998-99   | Zbuntowany anioł (Muñeca brava)                                    | Pablo Rapallo                                           |    |
| 2000      | Los buscas de siempre                                              | Baby                                                    |    |
| 2000      | Los médicos de hoy (Dzisiejsi lekarze)                             | Federico Ezcurra                                        |    |
| 2001      | Todo sobre Camila                                                  | Alejandro Novoa                                         |    |
| 2002      | Bésame tonto                                                       | Rómulo Martínez                                         |    |
| 2003      | Dr. Amor (Doktor Miłość)                                           | Fernando Díaz Amor                                      |    |
| 2004      | Te amo, maging sino ka man (Te amo, quien quiera que seas)         | Fernando / Principe Aragón de Montenegro                |    |
| 2005      | Na straży miłości (Amor en custodia)                               | ¿?                                                      |    |
| 2006      | Se dice amor                                                       | Rodrigo García Pueyrredon                               |    |
| 2008      | Valentino, el argentino                                            | Alter ego de Valentino                                  |    |
| 2009      | Ciemna namiętność (Pasión Morena)                                  | Óscar Salomón                                           |    |
| 2010      | Odmienić los (Bella Calamidades)                                   | Marcelo Machado Cardona/Sr. Machado                     |    |
| 2010      | Duch Eleny (El fantasma de Elena)                                  | Eduardo Girón                                           |    |
| 2011      | Ana Cristina                                                       | Gonzalo De Ribera Martinelli/Óscar De Ribera (de joven) |    |
| 2012-2013 | Słodka miłość (Dulce amor)                                         | Pedro Lorenzo Amador                                    |    |
| 2013-2014 | Esa Mujer                                                          | Ignacio Acevedo (Nacho)                                 |    |